# Rally de Montecarlo de 2025
El Rally de Montecarlo de 2025, oficialmente 93ème Rallye Automobile Monte-Carlo, fue la 93.ª edición y la primera ronda de la temporada 2025 del Campeonato Mundial de Rally. Se celebró del 23 al 26 de enero y contó con un itinerario de dieciocho tramos sobre asfalto y nieve que sumaron un total de 343,80 km cronometrados. Esta también fue la primera ronda de los campeonatos WRC-2 y WRC-3.
Sébastien Ogier agrandó todavía más su leyenda reescribiendo los libros de historia al conseguir su décima victoria, todo un récord, en el Rally de Montecarlo, prueba inaugural del Campeonato del Mundo de Rally 2025. Pilotando un Toyota GR Yaris Rally1, Ogier se aseguró la victoria por un margen de 18,5 segundos sobre su compañero de equipo Elfyn Evans tras una última jornada de infarto en los Alpes franceses. El decisivo tramo final del domingo amenazaba con cambiar las tornas. Ogier y su compañero de equipo en el Toyota Gazoo Racing WRT, Elfyn Evans, optaron por llevar cuatro neumáticos Hankook con clavos y sólo dos superblandos, un planteamiento que resultó eficaz en las carreteras heladas de Avançon / Notre-Dame-du-Laus, pero que les dejó vulnerables en el penúltimo tramo, más seco, en Digne-les-Bains / Chaudon-Norante. Allí, Adrien Fourmaux]] brilló con una configuración de neumáticos lisos, superando a ambos Toyota por 23,9 y 17,8 segundos respectivamente y amenazando momentáneamente con alterar el orden del podio. Fourmaux, que debutaba con el Hyundai Shell Mobis WRT en el WRC después de cambiar de M-Sport Ford WRT fuera de temporada, esperaba que las condiciones fueran más secas en el tramo final del rally, el Power Stage, para maximizar su ventaja con los neumáticos lisos. En cambio, el helado Col de Turini niveló el terreno de juego, dejándole con la misma configuración de neumáticos mixtos que Ogier y Evans.
En el WRC-2, el ganador fue el francés Yohan Rossel quien logro su tercera victoria consecutiva en su categoría en el Monte. Junto con su copiloto Arnaud Dunand, Rossel ganó 15 de los 17 tramos de la prueba y lideró la carrera de principio a fin. Su impecable pilotaje le permitió terminar entre los tres primeros, con su hermano menor Léo Rossel terminando en la tercera posición y Eric Camilli en el segundo lugar.
En el WRC-3, el ganador fue el francés Arthur Pelamourges quien logro la victoria en su debut mundialista. Al volante de su Renault Clio Rally3, el debutante francés fue imparable. Sólo fue batido en un tramo largo de los cuatro días y apenas sudó mientras recorría a toda velocidad las emblemáticas carreteras del Monte. Tras él, el italiano Matteo Fontana se colocó segundo el sábado por la mañana y ya no miró atrás. El piloto del Ford Fiesta Rally3 se deshizo de Ghjuvanni Rossi para hacerse con el segundo puesto por 1min 8.4s, dejando a Rossi que se conformo con el tercer puesto.

## Lista de inscritos
| Num.                       | Piloto                   | Copiloto                 | Equipo                          | Automóvil                | Neu.                     |
| World Rally Championship   | World Rally Championship | World Rally Championship | World Rally Championship        | World Rally Championship | World Rally Championship |
| -------------------------- | ------------------------ | ------------------------ | ------------------------------- | ------------------------ | ------------------------ |
| 1                          | Thierry Neuville         | Martijn Wydaeghe         | Hyundai Shell Mobis WRT         | Hyundai i20 N Rally1     | H                        |
| 5                          | Sami Pajari              | Marko Salminen           | Toyota Gazoo Racing WRT2        | Toyota GR Yaris Rally1   | H                        |
| 8                          | Ott Tänak                | Martin Järveoja          | Hyundai Shell Mobis WRT         | Hyundai i20 N Rally1     | H                        |
| 13                         | Grégoire Munster         | Louis Louka              | M-Sport Ford WRT                | Ford Puma Rally1         | H                        |
| 16                         | Adrien Fourmaux          | Alexandre Coria          | Hyundai Shell Mobis WRT         | Hyundai i20 N Rally1     | H                        |
| 17                         | Sébastien Ogier          | Vincent Landais          | Toyota Gazoo Racing WRT         | Toyota GR Yaris Rally1   | H                        |
| 18                         | Takamoto Katsuta         | Aaron Johnston           | Toyota Gazoo Racing WRT         | Toyota GR Yaris Rally1   | H                        |
| 33                         | Elfyn Evans              | Scott Martin             | Toyota Gazoo Racing WRT         | Toyota GR Yaris Rally1   | H                        |
| 55                         | Josh McErlean            | Eoin Treacy              | M-Sport Ford WRT                | Ford Puma Rally1         | H                        |
| 69                         | Kalle Rovanperä          | Jonne Halttunen          | Toyota Gazoo Racing WRT         | Toyota GR Yaris Rally1   | H                        |
| World Rally Championship 2 |                          |                          |                                 |                          |                          |
| 21                         | Nikolay Gryazin          | Konstantin Aleksandrov   | Nikolay Gryazin                 | Škoda Fabia RS Rally2    | H                        |
| 22                         | Yohan Rossel             | Arnaud Dunand            | PH Sport                        | Citroën C3 Rally2        | H                        |
| 24                         | Roberto Daprà            | Luca Guglielmetti        | Roberto Daprà                   | Škoda Fabia RS Rally2    | H                        |
| 25                         | Charles Munster          | Loris Pascaud            | Charles Munster                 | Hyundai i20 N Rally2     | H                        |
| 27                         | Olivier Burri            | Anderson Levratti        | Olivier Burri                   | Škoda Fabia Rally2 evo   | H                        |
| 28                         | Maxime Potty             | Renaud Herman            | Maxime Potty                    | Citroën C3 Rally2        | H                        |
| 29                         | Eamonn Boland            | Michael Joseph Morrissey | Eamonn Boland                   | Ford Fiesta Rally2       | H                        |
| 31                         | Eric Camilli             | Thibault de la Haye      | Eric Camilli                    | Hyundai i20 N Rally2     | H                        |
| 32                         | Matthieu Margaillan      | Mathilde Margaillan      | Matthieu Margaillan             | Škoda Fabia RS Rally2    | H                        |
| 34                         | Léo Rossel               | Guillaume Mercoiret      | PH Sport                        | Citroën C3 Rally2        | H                        |
| 35                         | Alberto Roveta           | Nicolò Gonella           | Alberto Roveta                  | Škoda Fabia RS Rally2    | H                        |
| 36                         | Flavio Brega             | Marco Zegna              | Flavio Brega                    | Škoda Fabia RS Rally2    | H                        |
| 37                         | Jan Černý                | Ondřej Krajča            | Jan Černý                       | Citroën C3 Rally2        | H                        |
| 38                         | Filip Kohn               | Ross Whittock            | Filip Kohn                      | Škoda Fabia RS Rally2    | H                        |
| 39                         | Pablo Sarrazin           | Geoffrey Combe           | Sarrazin Motorsport – Iron Lynx | Citroën C3 Rally2        | H                        |
| 40                         | Eliott Delecour          | Romain Roche             | Eliott Delecour                 | Škoda Fabia Rally2 evo   | H                        |
| 42                         | Sarah Rumeau             | Julie Amblard            | Sarrazin Motorsport – Iron Lynx | Citroën C3 Rally2        | H                        |
| 43                         | Jonathan Michellod       | Stéphane Fellay          | Jonathan Michellod              | Škoda Fabia R5           | H                        |
| 44                         | Rachele Somaschini       | Nicola Arena             | Rachele Somaschini              | Citroën C3 Rally2        | H                        |
| 45                         | Daniel Guex              | Christopher Guieu        | Daniel Guex                     | Hyundai i20 N Rally2     | H                        |
| 46                         | Enrico Brazzoli          | Martina Musiari          | Enrico Brazzoli                 | Škoda Fabia RS Rally2    | H                        |
| 47                         | Maurizio Chiarani        | Flavio Zanella           | Maurizio Chiarani               | Škoda Fabia RS Rally2    | H                        |
| 48                         | Filippo Marchino         | Pietro Elia Ometto       | Filippo Marchino                | Škoda Fabia Rally2 evo   | H                        |
| 49                         | Henk Vossen              | Harmen Scholtalbers      | Henk Vossen                     | Hyundai i20 N Rally2     | H                        |
| World Rally Championship 3 |                          |                          |                                 |                          |                          |
| 50                         | Diego Dominguez Jr       | Rogelio Peñate           | Diego Dominguez Jr              | Ford Fiesta Rally3       | H                        |
| 51                         | Mattéo Chatillon         | Maxence Cornuau          | Mattéo Chatillon                | Renault Clio Rally3      | H                        |
| 52                         | Ghjuvanni Rossi          | Kylian Sarmezan          | Ghjuvanni Rossi                 | Ford Fiesta Rally3       | H                        |
| 53                         | Slaven Šekuljica         | Damir Petrović           | Slaven Šekuljica                | Ford Fiesta Rally3       | H                        |
| 54                         | Matteo Fontana           | Alessandro Arnaboldi     | Matteo Fontana                  | Ford Fiesta Rally3       | H                        |
| 56                         | Arthur Pelamourges       | Bastien Pouget           | Arthur Pelamourges              | Renault Clio Rally3      | H                        |
| 57                         | Yanis Desangles          | Nicolas Théron           | Yanis Desangles                 | Renault Clio Rally3      | H                        |
| 58                         | Eric Royère              | Alexis Grenier           | Eric Royère                     | Renault Clio Rally3      | H                        |
| Fuente: ewrc-results.com   |                          |                          |                                 |                          |                          |

## Itinerario
| Día                      | Tramo | Nombre                                        | Distancia | Ganador          | Automóvil              | Tiempo          | Líder de la general |
| ------------------------ | ----- | --------------------------------------------- | --------- | ---------------- | ---------------------- | --------------- | ------------------- |
| Día 1 (22 de enero)      | -     | Route de la Garde (Shakedown)                 | 3.28 km   | Ott Tänak        | Hyundai i20 N Rally1   | 2:09.8          | -                   |
| Día 2 (23 de enero)      | SS1   | Digne-les-Bains / Chaudon-Norante 1           | 19.01 km  | Sébastien Ogier  | Toyota GR Yaris Rally1 | 11:30.4         | Sébastien Ogier     |
| Día 2 (23 de enero)      | SS2   | Faucon-du-Caire / Bréziers                    | 21.18 km  | Sébastien Ogier  | Toyota GR Yaris Rally1 | 11:11.4         | Sébastien Ogier     |
| Día 2 (23 de enero)      | SS3   | Avançon / Notre-Dame-du-Laus 1                | 13.97 km  | Elfyn Evans      | Toyota GR Yaris Rally1 | 10:06.3         | Thierry Neuville    |
| Día 3 (24 de enero)      | SS4   | Saint-Maurice / Aubessagne 1                  | 18.68 km  | Kalle Rovanperä  | Toyota GR Yaris Rally1 | 11:38.3         | Elfyn Evans         |
| Día 3 (24 de enero)      | SS5   | Saint-Léger-les-Mélèzes / La Bâtie-Neuve 1    | 16.68 km  | Tramo cancelado  | Tramo cancelado        | Tramo cancelado | Elfyn Evans         |
| Día 3 (24 de enero)      | SS6   | La Bréole / Selonnet 1                        | 18.31 km  | Adrien Fourmaux  | Hyundai i20 N Rally1   | 11:00.8         | Elfyn Evans         |
| Día 3 (24 de enero)      | SS7   | Saint-Maurice / Aubessagne 2                  | 18.68 km  | Elfyn Evans      | Toyota GR Yaris Rally1 | 10:35.6         | Elfyn Evans         |
| Día 3 (24 de enero)      | SS8   | Saint-Léger-les-Mélèzes / La Bâtie-Neuve 2    | 16.68 km  | Sébastien Ogier  | Toyota GR Yaris Rally1 | 9:31.7          | Sébastien Ogier     |
| Día 3 (24 de enero)      | SS9   | La Bréole / Selonnet 2                        | 18.31 km  | Sébastien Ogier  | Toyota GR Yaris Rally1 | 10:35.6         | Sébastien Ogier     |
| Día 4 (25 de enero)      | SS10  | La Motte-Chalancon / Saint-Nazaire 1          | 27.00 km  | Grégoire Munster | Ford Puma Rally1       | 16:28.6         | Sébastien Ogier     |
| Día 4 (25 de enero)      | SS11  | Aucelon / Recoubeau-Jansac 1                  | 20.85 km  | Ott Tänak        | Hyundai i20 N Rally1   | 10:36.9         | Sébastien Ogier     |
| Día 4 (25 de enero)      | SS12  | La Bâtie-des-Fonts / Aspremont 1              | 17.85 km  | Takamoto Katsuta | Toyota GR Yaris Rally1 | 10:37.6         | Sébastien Ogier     |
| Día 4 (25 de enero)      | SS13  | La Motte-Chalancon / Saint-Nazaire 2          | 27.00 km  | Ott Tänak        | Hyundai i20 N Rally1   | 16:07.9         | Sébastien Ogier     |
| Día 4 (25 de enero)      | SS14  | Aucelon / Recoubeau-Jansac 2                  | 20.85 km  | Ott Tänak        | Hyundai i20 N Rally1   | 10:39.6         | Sébastien Ogier     |
| Día 4 (25 de enero)      | SS15  | La Bâtie-des-Fonts / Aspremont 2              | 17.85 km  | Ott Tänak        | Hyundai i20 N Rally1   | 10:41.5         | Sébastien Ogier     |
| Día 5 (26 de enero)      | SS16  | Avançon / Notre-Dame-du-Laus 2                | 13.97 km  | Sébastien Ogier  | Toyota GR Yaris Rally1 | 10:50.0         | Sébastien Ogier     |
| Día 5 (26 de enero)      | SS17  | Digne-les-Bains / Chaudon-Norante 2           | 19.01 km  | Adrien Fourmaux  | Hyundai i20 N Rally1   | 12:05.5         | Sébastien Ogier     |
| Día 5 (26 de enero)      | SS18  | La Bollène-Vésubie / Peïra-Cava (Power Stage) | 17.92 km  | Sébastien Ogier  | Toyota GR Yaris Rally1 | 12:58.5         | Sébastien Ogier     |
| Fuente: ewrc-results.com |       |                                               |           |                  |                        |                 |                     |

### Power stage
El power stage fue un tramo de 17.92 km al final del rally. Se otorgaron puntos adicionales del Campeonato Mundial a los cinco más rápidos.
| Pos. | Piloto          | Copiloto        | Coche                  | Equipo                  | Tiempo  | Puntos |
| ---- | --------------- | --------------- | ---------------------- | ----------------------- | ------- | ------ |
| 1    | Sébastien Ogier | Vincent Landais | Toyota GR Yaris Rally1 | Toyota Gazoo Racing WRT | 12:58.5 | 5      |
| 2    | Elfyn Evans     | Scott Martin    | Toyota GR Yaris Rally1 | Toyota Gazoo Racing WRT | +0.3    | 4      |
| 3    | Adrien Fourmaux | Alexandre Coria | Hyundai i20 N Rally1   | Hyundai Shell Mobis WRT | +3.8    | 3      |
| 4    | Kalle Rovanperä | Jonne Halttunen | Toyota GR Yaris Rally1 | Toyota Gazoo Racing WRT | +5.7    | 2      |
| 5    | Ott Tänak       | Martin Järveoja | Hyundai i20 N Rally1   | Hyundai Shell Mobis WRT | +13.5   | 1      |

## Clasificación final
| World Rally Championship   | World Rally Championship | World Rally Championship | World Rally Championship | World Rally Championship        | World Rally Championship | World Rally Championship | World Rally Championship |
| Pos.                       | Piloto                   | Copiloto                 | Automóvil                | Equipo                          | Tiempo                   | Diferencia               | Puntos                   |
| -------------------------- | ------------------------ | ------------------------ | ------------------------ | ------------------------------- | ------------------------ | ------------------------ | ------------------------ |
| 1                          | Sébastien Ogier          | Vincent Landais          | Toyota GR Yaris Rally1   | Toyota Gazoo Racing WRT         | 3:19:06.1                | -                        | 28                       |
| 2                          | Elfyn Evans              | Scott Martin             | Toyota GR Yaris Rally1   | Toyota Gazoo Racing WRT         | 3:19:24.6                | +18.5                    | 22                       |
| 3                          | Adrien Fourmaux          | Alexandre Coria          | Hyundai i20 N Rally1     | Hyundai Shell Mobis WRT         | 3:19:32.1                | +26.0                    | 17                       |
| 4                          | Kalle Rovanperä          | Jonne Halttunen          | Toyota GR Yaris Rally1   | Toyota Gazoo Racing WRT         | 3:20:00.4                | +54.3                    | 16                       |
| 5                          | Ott Tänak                | Martin Järveoja          | Hyundai i20 N Rally1     | Hyundai Shell Mobis WRT         | 3:20:05.1                | +59.0                    | 10                       |
| 6                          | Thierry Neuville         | Martijn Wydaeghe         | Hyundai i20 N Rally1     | Hyundai Shell Mobis WRT         | 3:24:50.3                | +5:44.2                  | 9                        |
| 7                          | Josh McErlean            | Eoin Treacy              | Ford Puma Rally1         | M-Sport Ford WRT                | 3:29:21.2                | +10:15.1                 | 6                        |
| 8                          | Yohan Rossel             | Arnaud Dunand            | Citroën C3 Rally2        | PH Sport                        | 3:29:32.9                | +10:26.8                 | 4                        |
| 9                          | Nikolay Gryazin          | Konstantin Aleksandrov   | Škoda Fabia RS Rally2    | Nikolay Gryazin                 | 3:30:46.8                | +11:40.7                 | 2                        |
| 10                         | Eric Camilli             | Thibault de la Haye      | Hyundai i20 N Rally2     | Eric Camilli                    | 3:32:20.7                | +13:14.6                 | 1                        |
| World Rally Championship 2 |                          |                          |                          |                                 |                          |                          |                          |
| 1 (8.)                     | Yohan Rossel             | Arnaud Dunand            | Citroën C3 Rally2        | PH Sport                        | 3:29:32.9                | -                        | 25                       |
| 2 (10.)                    | Eric Camilli             | Thibault de la Haye      | Hyundai i20 N Rally2     | Eric Camilli                    | 3:32:20.7                | +2:47.8                  | 18                       |
| 3 (11.)                    | Léo Rossel               | Guillaume Mercoiret      | Citroën C3 Rally2        | PH Sport                        | 3:32:26.8                | +2:53.9                  | 15                       |
| 4 (13.)                    | Jan Černý                | Ondřej Krajča            | Citroën C3 Rally2        | Jan Černý                       | 3:36:06.9                | +6:34.0                  | 12                       |
| 5 (14.)                    | Roberto Daprà            | Luca Guglielmetti        | Škoda Fabia RS Rally2    | Roberto Daprà                   | 3:36:33.8                | +7:00.9                  | 10                       |
| 6 (16.)                    | Pablo Sarrazin           | Geoffrey Combe           | Citroën C3 Rally2        | Sarrazin Motorsport – Iron Lynx | 3:42:53.8                | +13:20.9                 | 8                        |
| 7 (18.)                    | Charles Munster          | Loris Pascaud            | Hyundai i20 N Rally2     | Charles Munster                 | 3:43:49.5                | +14:16.6                 | 6                        |
| 8 (19.)                    | Maxime Potty             | Renaud Herman            | Citroën C3 Rally2        | Maxime Potty                    | 3:44:33.3                | +15:00.4                 | 4                        |
| 9 (20.)                    | Sarah Rumeau             | Julie Amblard            | Citroën C3 Rally2        | Sarrazin Motorsport – Iron Lynx | 3:44:41.1                | +15:08.2                 | 2                        |
| 10 (23.)                   | Filip Kohn               | Ross Whittock            | Škoda Fabia RS Rally2    | Filip Kohn                      | 3:48:20.2                | +18:47.3                 | 1                        |
| World Rally Championship 3 |                          |                          |                          |                                 |                          |                          |                          |
| 1 (21.)                    | Arthur Pelamourges       | Bastien Pouget           | Renault Clio Rally3      | Arthur Pelamourges              | 3:44:44.9                | -                        | 25                       |
| 2 (25.)                    | Matteo Fontana           | Alessandro Arnaboldi     | Ford Fiesta Rally3       | Matteo Fontana                  | 3:49:47.6                | +5:02.7                  | 18                       |
| 3 (26.)                    | Ghjuvanni Rossi          | Kylian Sarmezan          | Ford Fiesta Rally3       | Ghjuvanni Rossi                 | 3:50:56.0                | +6:11.1                  | 15                       |
| 4 (30.)                    | Diego Dominguez Jr       | Rogelio Peñate           | Ford Fiesta Rally3       | Diego Dominguez Jr              | 3:58:26.0                | +13:41.1                 | 12                       |
| 5 (45.)                    | Yanis Desangles          | Nicolas Théron           | Renault Clio Rally3      | Yanis Desangles                 | 4:16:25.7                | +31:40.8                 | 10                       |
| 6 (46.)                    | Eric Royère              | Alexis Grenier           | Renault Clio Rally3      | Eric Royère                     | 4:17:55.0                | +33:10.1                 | 8                        |
| 7 (60.)                    | Slaven Šekuljica         | Damir Petrović           | Ford Fiesta Rally3       | Slaven Šekuljica                | 5:02:47.2                | +1:18:02.3               | 6                        |
| Fuente: ewrc-results.com   |                          |                          |                          |                                 |                          |                          |                          |